# Alliance française d'Opole
L'Alliance française d'Opole (Ośrodek Alliance Française przy Uniwersytecie Opolskim) a été fondée en 1992 au sein de l'École supérieure de pédagogie d'Opole (Wyższa Szkola Pedagogiczna im. Powstańców Sląskich) aujourd'hui intégrée dans l'Université d'Opole. 

## Activités
L'Alliance française d'Opole propose des cours de langue française pour adultes et enfants à tous les niveaux, de A1 à B2, ainsi que des cours spécifiques tels que français des affaires.
Elle permet de préparer les tests et examens officiels français de français langue étrangère.
Elle offre par ailleurs une médiathèque.

## Administration

### Les directeurs de l'Alliance française d'Opole
- Krystyna Modrzejewska (1992-2002)[3].